# اسکوئر آپ (ئی‌پی)
اسکوئر آپ (انگلیسی: Square Up) نخستین (به‌طور کلی دومین) آلبوم چندآهنگهٔ کره‌ای‌زبان از گروه دخترانهٔ کره‌ای بلک‌پینک است. این آلبوم در ۱۵ ژوئن ۲۰۱۸ توسط وای‌جی انترتینمنت منتشر شد. این آلبوم در دو ورژن و شامل چهار ترانه است و همراه با تک‌آهنگ لید «دو-دو دو-دو» منتشر شد. پس از انتشار، اسکوئر آپ در صدر جدول آلبوم‌های گائون قرار گرفت و بیش از ۱۷۹٬۰۰۰ کپی در پانزده روز اول انتشار، در کره جنوبی فروخت. این ئی‌پی همچنین در جایگاه شماره ۴۰ بیلبورد ۲۰۰ ایالات متحده آمریکا قرار گرفت و به پر فروش‌ترین آلبوم از گروه بلک‌پینک در یک بازار غربی و همچنین به آلبومی با بالاترین رتبه در جدول‌ها از یک گروه دخترانهٔ کی-پاپ در آن زمان تبدیل شد.

## افتخارات

### جوایز و نامزدی‌ها
| سال  | مراسم جوایز             | دسته      | نتیجه    | منابع |
| ---- | ----------------------- | --------- | -------- | ----- |
| ۲۰۱۸ | دهمین جوایز موسیقی ملون | آلبوم سال | نامزدشده | [ ۵ ] |

| منتقد/نشریه | لیست                                                        | رتبه | منابع |
| ----------- | ----------------------------------------------------------- | ---- | ----- |
| بیلبورد     | ۲۰ تا از بهترین آلبوم‌های کی-پاپ سال ۲۰۱۸: به انتخاب منتقدان | ۲۰   | [ ۶ ] |
| ریفاینری ۲۹ | ۱۲ تا از بهترین آلبوم‌های کی-پاپ سال ۲۰۱۸                    | ۸    | [ ۷ ] |

## گواهی‌نامه‌ها
| منطقه             | گواهی  | واحد گواهی‌شده/فروش |
| ----------------- | ------ | ------------------ |
| ژاپن              | —      | ۱۱٬۹۷۸             |
| کره جنوبی (گائون) | پلاتین | ۴۴۸٬۵۹۷            |

## تاریخچهٔ انتشار
| منطقه     | تاریخ        | قالب                  | ناشر(ها)          | منابع  |
| --------- | ------------ | --------------------- | ----------------- | ------ |
| مختلف     | ۱۵ ژوئن ۲۰۱۸ | دانلود دیجیتال استریم | وای‌جی وای‌جی پلاس  | [ ۱۲ ] |
| کره جنوبی | ۲۰ ژوئن ۲۰۱۸ | سی‌دی                  | وای‌جی جینی میوزیک | [ ۱۳ ] |
| ژاپن      | ۲۲ ژوئن ۲۰۱۸ | سی‌دی                  | وای‌جی جینی میوزیک | [ ۱۴ ] |